# Boiling Point (California)
Boiling Point es un área no incorporada ubicada en el condado de Los Ángeles en el estado estadounidense de California.

## Geografía
Boiling Point se encuentra ubicada en las coordenadas 34°31′20″N 118°15′44″O / 34.52222, -118.26222.